# Trixie Mattel
Brian Michael Firkus, mer känd som Trixie Mattel, född 23 augusti 1989 i Milwaukee, är en amerikansk dragqueen, singer-songwriter, och tv-personlighet från Milwaukee, Wisconsin. Han är känd för att ha medverkat i sjunde säsongen av TV-programmet RuPauls dragrace, och för att ha vunnit den tredje säsongen av RuPauls dragrace: All Stars, samt för YouTube-serien UNHhhh, som han skapat tillsammans med dragrace-kompisen Katya Zamolodchikova. 
Mattel har släppt flera musikalbum med country folk och popmusik. Dokumentärfilmen Trixie Mattel: Moving Parts släpptes 2019.
Trixie och Katya har även skrivit två böcker, Trixie and Katya's Guide to Modern Womanhood (2020) och Working Girls: Trixie and Katya's Guide to Professional Womanhood (2022).

## Entreprenörskap
2019 lanserade Mattel kosmetikaföretaget Trixie Cosmetics. 
Mattel är även delägare till gaybaren This is It! i Milwaukee. Tillsammans med sin partner David Silver köpte Mattel ett motell i Palm Springs som de senare renoverade i realityserien Trixie Motel som sändes 2022.